# Caudalejeunea tridentata
Caudalejeunea tridentata là một loài Rêu trong họ Lejeuneaceae. Loài này được R.L. Zhu, Y.-M. Wei & Q. He mô tả khoa học đầu tiên năm 2011.